# Vestria nigrifrons
Vestria nigrifrons är en insektsart som först beskrevs av Heinrich Hugo Karny 1907.  Vestria nigrifrons ingår i släktet Vestria och familjen vårtbitare. Inga underarter finns listade i Catalogue of Life.